# Porte de Paris (Rijsel)
De Porte de Paris (Parijse poort) is een tussen 1685 en 1692 gebouwde stadspoort, onderdeel van voormalige stadsmuur van Rijsel. Het symboliseert de aansluiting van Rijsel bij Frankrijk.

## Geschiedenis
Oorspronkelijk stond op deze plek de Porte des malades (poort der zieken).
Na de belegering van Rijsel betrad Lodewijk XIV de stad op 28 augustus 1667. Hij ging door deze poort, om de sleutel van de stad te ontvangen. Een jaar later werd de stad door de Vrede van Aken Frans.
Lodewijk XIV bestelde bij Simon Vollant de bouw van de poort, die de oude poort der zieken zou vervangen. De poort is tussen 1685 en 1692 gebouwd.

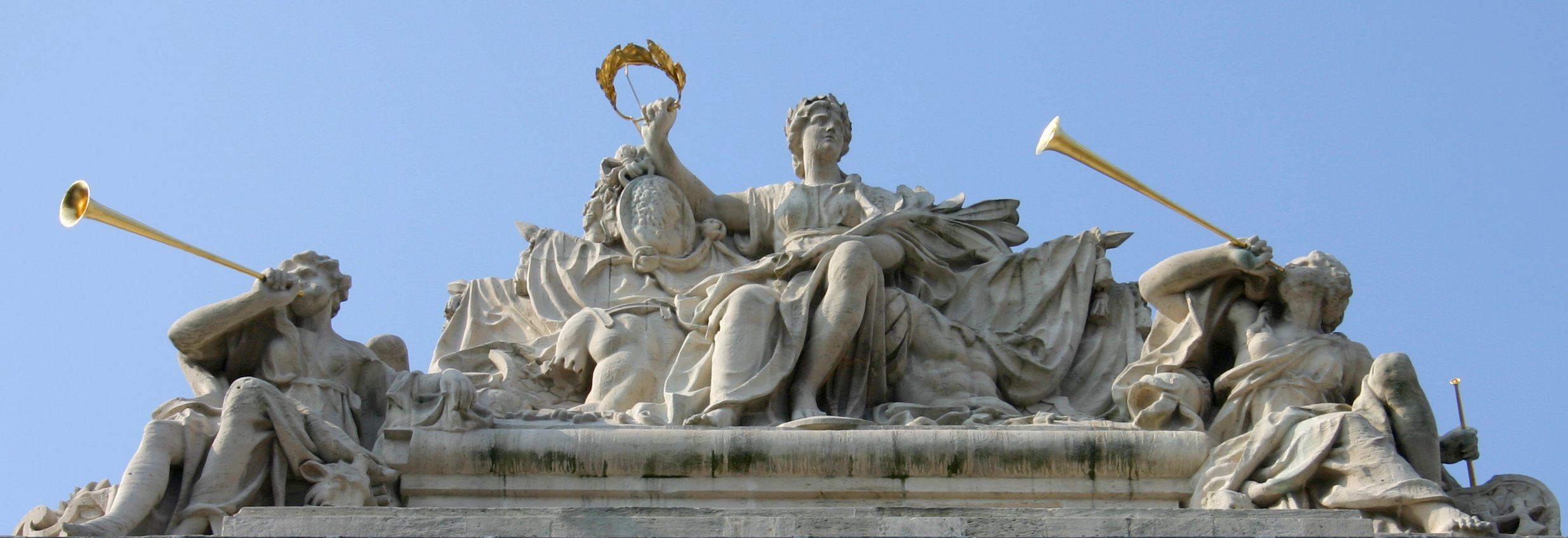
Beeldengroep boven op de Porte de Paris
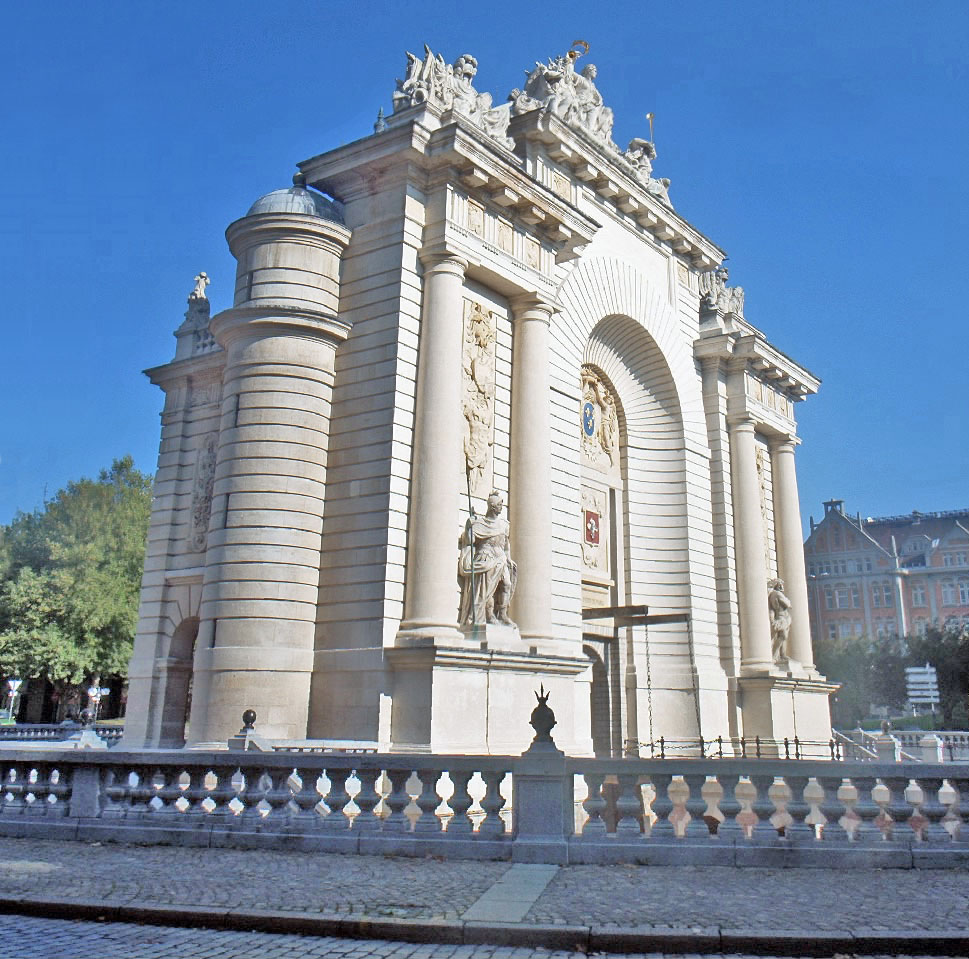
Porte de Paris
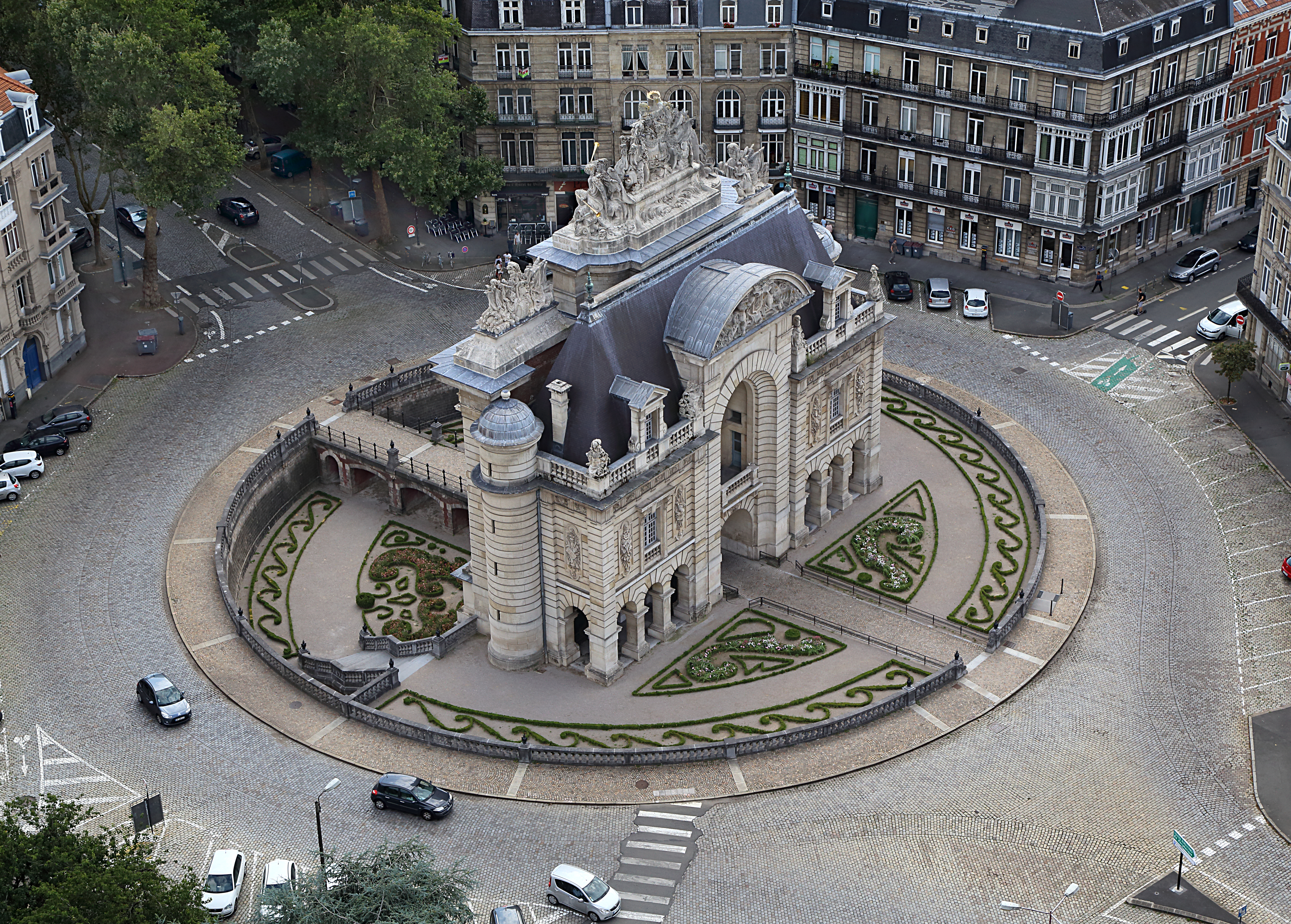
Porte de Paris vanuit de lucht